# Charles Mouton
Charles Mouton (asi 1626 Rouen – kolem 1699) byl francouzský loutnista, hudební skladatel a učitel hry na loutnu.

## Život
Charles se narodil ve francouzském Rouenu okolo roku 1626. O jeho dětství, ani pozdějším životě, se nedochovaly téměř žádné informace. V rodině jeho matky byli hudebníci, z nichž jeden působil i na královském dvoře. V roce 1664 žil v Paříži, kde vyučoval několik zámožných studentů hře na loutnu. V roce 1673 působil v Turíně, tehdejším hlavním městě Savojska, na vévodském dvoře.
Roku 1680 se vrátil do Paříže, přibližně v té době publikoval svá dvě díla pro studenty hry na loutnu. V roce 1691 o něm bylo referováno jako o učiteli hry na loutnu. Spolu s J. Gallotem patří mezi poslední představitele francouzské barokní loutnové tvorby. Zemřel okolo roku 1699.